# Casa Pi i Torrents
La Casa Pi i Torrents és una obra de Vilanova i la Geltrú (Garraf) protegida com a Bé Cultural d'Interès Local.

## Descripció
Es tracta d'un edifici entre mitgeres fent cantonada, destinat a habitatge plurifamiliar, essent originàriament un habitatge plurifamiliar.
L'immoble és de planta rectangular compost de planta baixa, dos pisos i golfes. La coberta plana accessible, de la qual sobresurt la caixa d'escala i un cos destinat a colomar a la façana lateral. Consta de dues crugies perpendiculars a la façana principal, amb vestíbul lateral de volta d'aresta rebaixada, amb arrencada d'escala i arc carpanell. Hi ha una escala de comunicació entre plantes adossada a la mitgera i que ocupa la part central. Les plantes primera i segona de la façana posterior estan reculades.
Les parets de càrrega són de paredat comú i totxo. Els forjats són de biga de fusta i revoltó. Els terrats són a la catalana. L'escala és de volta a la catalana.
Les façanes s'estructuren sobre eixos verticals. Trobem balcons en ordre decreixent, finestres amb llinda a la planta baixa i a les golfes. El coronament es compon d'una cornisa perimetral i barana de terrat massissa i de ferro. A la façana principal hi ha portals d'arc rebaixat, un balcó corregut de cantonada a la primera planta i dos balcons a la segona planta. A la façana lateral també hi ha balcons.